# U-973
Unterseeboot 973 foi um submarino alemão do Tipo VIIC, pertencente a Kriegsmarine que atuou durante a Segunda Guerra Mundial.

## Comandantes
| Comandante               | Data                                     |
| ------------------------ | ---------------------------------------- |
| Oblt. Klaus Paepenmöller | 15 de abril de 1943 - 6 de março de 1944 |

## Subordinação
Durante o seu tempo de serviço, esteve subordinado às seguintes flotilhas:
| Período                                  | Flotilha                                |
| ---------------------------------------- | --------------------------------------- |
| 15 de abril de 1943 - 6 de março de 1944 | 5. Unterseebootsflottille (treinamento) |

## Operações conjuntas de ataque
O U-973 participou das seguinte operações de ataque combinado durante a sua carreira:
- Rudeltaktik Werwolf (4 de fevereiro de 1944 - 11 de fevereiro de 1944)
- Rudeltaktik Boreas (2 de março de 1944 - 5 de março de 1944)
- Rudeltaktik Taifun (5 de março de 1944 - 6 de março de 1944)